# Ґералтов
Ґералтов або Ґералтів (словац. Geraltov) — село в Словаччині, Пряшівському окрузі Пряшівського краю. Розташоване в північній частині східної Словаччини, на південно-західних схилах Низьких Бескидів у долині річки Секчов.
Уперше згадується у 1339 році.
У селі є греко-католицька церква з 1792 року.

## Населення
| Рік:            | 1994. | 2004.    | 2014.    | 2024.    |
| --------------- | ----- | -------- | -------- | -------- |
| Кількість осіб: | 157   | 127      | 141      | 110      |
| Різниця:        |       | -19,10 % | +11,02 % | -21,98 % |

| Рік:            | 2023. | 2024.   |
| --------------- | ----- | ------- |
| Кількість осіб: | 113   | 110     |
| Різниця:        |       | -2,65 % |

У селі проживає 141 особа.